# 판루옹윗수염박쥐
판루옹윗수염박쥐(Myotis phanluongi)는 애기박쥐과 윗수염박쥐속에 속하는 박쥐이다. 2008년 보리센코(Borisenko) 등이 기술했다. 베트남에서 알려져 있다. 아주 작은 윗수염박쥐 종으로 전완장이 약 34~36mm이고, 근연종은 히말라야윗수염박쥐이다. 베트남 카인호아 성 혼 바 산악 지대에서 서식하며, 달랏 고원에서도 발견된다.